# Takehiko Kawanishi
Takehiko Kawanishi (川西 武彦, Kawanishi Takehiko, né le 9 octobre 1938 à Préfecture de Hiroshima au Japon) est un footballeur japonais.